# Altino Volley
L'Altino Volley è una società pallavolistica femminile italiana con sede ad Altino: milita nel campionato di Serie A2.

## Storia
L'Altino Volley nasce nel 2003 raccogliendo l'eredità di una precedente società attiva fino al 1999.
Partendo dalla seconda divisione conquista la promozione in Serie D nel 2006, quindi quella in serie C nel 2009. Il debutto in Serie B2 arriva nell'annata 2013-2014; nell'annata 2015-2016, grazie al primo posto in regular season l'Altino Volley accede in Serie B1.
Rimane nella terza divisione del campionato italiano per quattro stagioni consecutive quando, al termine della stagione 2020-2021, viene promossa in Serie A2, vincendo i play-off promozione: l'annata successiva debutta nella serie cadetta, terminando tuttavia sia la regular season sia la pool salvezza all'ultimo posto in classifica e retrocedendo in Serie B1.
Nell'annata 2022-23, in Serie B1, giunge in finale dei play-off promozione, sfiorando l'immediata promozione, che centra invece al termine della stagione successiva superando al Giannino Pieralisi nell'ultima e decisiva partita dei play-off.

## Rosa 2024-2025
| N° | Nome                | Ruolo | Data di nascita  | Nazionalità sportiva |
| -- | ------------------- | ----- | ---------------- | -------------------- |
| 3  | Ludovica Mennecozzi | P     | 5 ottobre 2003   | Italia               |
| 4  | Camilla Grazia      | C     | 5 agosto 2000    | Italia               |
| 6  | Francesca Galuppi   | L     | 20 aprile 1999   | Italia               |
| 7  | Silene Martinelli   | C     | 8 settembre 2006 | Italia               |
| 8  | Amelie Vighetto     | O     | 13 marzo 2006    | Italia               |
| 10 | Irene Bovolo        | S     | 15 luglio 2002   | Italia               |
| 12 | Elena Foresi        | P     | 6 luglio 2000    | Italia               |
| 14 | Lavinia Zamboni     | C     | 23 ottobre 2002  | Italia               |
| 16 | Michela Pisano      | L     | 31 agosto 1997   | Italia               |
| 17 | Aleksandra Petrović | S     | 12 luglio 1999   | Serbia               |
| 18 | Margherita Tega     | S     | 17 agosto 2004   | Italia               |